# Орджел, Лесли Илизер
Ле́сли Или́зер О́рджел (англ. Leslie Eleazer Orgel; 12 января 1927 — 27 октября 2007) — британский химик. Известен своими работами в области теоретической химии и исследованием проблемы возникновения жизни на Земле.

## Биография
Лесли Орджел родился 12 января 1927 года в Лондоне. После окончания школы имени Леди Элис Оуэн (англ. Dame Alice Owen's School) поступил в Оксфордский университет, где серьёзно занялся изучением химии. В 1948 году с отличием окончил университет, получив степень бакалавра естественных наук (англ. Bachelor of Arts) в области химии. С 1951 по 1953 год работал научным сотрудником в Колледже Магдалины (англ. Magdalen College), где занимался научной работой на соискание степени магистра, результатом которой явилась его первая публикация, посвящённая полуэмпирическому расчету дипольного момента сопряжённых гетероциклических молекул. С 1954 по 1955 год проходил постдокторантуру в Калифорнийском технологическом институте под руководством Лайнуса Полинга. Работая там, он сблизился с Александром Ричем и Джеймсом Уотсоном, которые сильно повлияли на развитие его интересов и дальнейшую карьеру. Получив степень доктора наук, Орджел вернулся в Великобританию на должность ассистирующего директора на факультете теоретической химии в Кембриджском университете. Научные интересы учёного постепенно перемещались из области теоретической неорганической химии в область биохимии, и в 1964 году Орджел окончательно перебрался в США и занялся исследованием проблемы абиогенеза в Биологическом институте имени Джонаса Солка (англ. Salk Institute for Biological Studies). В этом институте он проработал до конца жизни. Умер 27 октября 2007 года от рака поджелудочной железы.
Лесли Орджел прожил 57 лет со своей женой Элис Орджел (Левинсон). В их семье родилось трое детей: Вивьен, Ричард и Роберт.
Орджел всю жизнь увлекался коллекционированием. Он собирал ковры, книги, декоративные вещи и французские вина.

## Научные исследования
Первыми работам Лесли Орджела были исследования в области теоретической неорганической химии.
Его первая публикация(1951 год), посвящённая полуэмпирическому расчету дипольного момента сопряжённых гетероциклических молекул, ныне рассматривается лишь с точки зрения исторического интереса. Однако следующая работа, написанная в 1952 году в соавторстве с Джеком Дунитцем, в которой в терминах орбитального взаимодействия объясняется стабильность ферроцена, считается весьма примечательным достижением учёного. Орджел фактически предсказал существование дибензолхрома и бис(циклобутадиенил)никеля, будучи уверенным, что его рассмотрения могут быть применены к этим гипотетическим молекулам. Однако по настоянию соавтора эти соображения не были опубликованы. И только в 1956 году вышла статья Орджела, посвящённая возможности существования стабильных циклобутадиенильных комплексов переходных металлов. В 1959 году бис(циклобутадиенил)никель с предсказанной структурой был получен.
В 1957 году в своей статье «Ion compression and the colour of ruby» он объяснил, почему рубин красный. Нетривиальность задачи состояла в том, что рубин является корундом ({\displaystyle {\ce {Al2O3}}}), в котором часть ионов {\displaystyle {\ce {Al^3+}}} (менее 5%) замещена на ионы {\displaystyle {\ce {Cr^3+}}}. При этом сам корунд бесцветен, оксид хрома {\displaystyle {\ce {Cr2O3}}}, аналогичный по структуре, имеет зелёную окраску, характерную для иона {\displaystyle {\ce {Cr^3+}}} в октаэдрическом окружении кислорода. Более того, сильно замещённый оксид алюминия (более 8% {\displaystyle {\ce {Cr}}}) также имеет зелёный цвет. И, тем не менее, рубины красные. Орджел отметил, что при небольших степенях замещения, параметр кристаллической решётки корунда почти не меняется, следовательно, ионы {\displaystyle {\ce {Cr^3+}}} (которые сами по себе имеют радиус больший, чем у ионов алюминия) «сдавлены» кристаллической решёткой, то есть расстояния между ионами хрома и кислорода уменьшены. И далее он рассчитал, что такое уменьшение расстояний должно сдвинуть полосу поглощения ионов хрома с 16 000 см−1 (зелёный цвет) на 19 100 см−1 (красный цвет), что и наблюдается в действительности. В этом же году были опубликованы работы Орджела, объяснившие образование нормальных и обратных шпинелей с позиций теории кристаллического поля и понижение симметрии некоторых шпинелей за счёт эффекта Яна-Теллера.
Графическое представление расщепления d- и f-орбиталей иона в кристаллическом поле лигандов называется «диаграммой Орджела».
Интерес Орджела к биохимии начал формироваться в середине 1950-х годов, когда он проходил постдокторантуру в Калифорнийском технологическом институте. Там он познакомился с Джеймсом Уотсоном и Френсисом Криком, и стал одним из первых учёных, кому выпала возможность проверить на прочность двухцепочечную модель строения ДНК.
В 1964 году Орджел окончательно перебрался в США и сосредоточил все усилия на изучении проблемы возникновения жизни на Земле. Его внимание особенно привлекали рибонуклеиновые кислоты, поскольку к тому времени уже было известно, что они являются и носителями, и передатчиками генетической информации. Серьезным результатом его исследований в этой области стала статься 1968 года, в которой была высказана гипотеза, что жизнь на ранней Земле могла быть представлена исключительно рибонуклеиновыми кислотами, которые и хранили генетическую информацию, и были способны к самостоятельной (без участия белков) репликации. Эта гипотеза была серьёзно проработана Орджелом, окончательно сформулирована в работе Уолтера Гильберта и ныне носит название «гипотезы РНК-мира».
Проверка этой гипотезы определила направление дальнейшей научной деятельности Орджела. Он поставил перед собой задачи проверить возможность абиогенного синтеза нуклеотидов, возможность самопроизвольного их соединения в полинуклеотиды и способность полинуклеотидов без участия белков инициировать синтез комплементарных пар.
Во время получения постдокторантуры Орджел вступил в «RNA Tie Club»: полуформальную организацию, состоявшую из 24 видных учёных, целью которой было выяснить, каким образом ДНК связана с белками и как происходит передача наследственной информации. Каждый член клуба носил галстук с изображением двойной спирали ДНК. Двадцать членов клуба сопоставлялись протеиногенным аминокислотам, четыре почётных члена клуба символизировали нуклеотиды. Орджел был «треонином».
Развивая работу Джоан Оро 1961 года, в которой была показана возможность синтеза аденина из аммиака и синильной кислоты в пребиотических условиях, Орджел предложил механизм, объясняющий, каким образом указанные реагенты могли совместно концентрироваться на ранней Земле, обеспечивая образование аденина в больших количествах. Также он предложил несколько возможных схем синтеза других нуклеиновых оснований и продемонстрировал возможность их самопроизвольного соединения с рибозой и рибозилфосфатами.
Затем Орджел показал, что предварительно синтезированная РНК способна по темплатному механизму синтезировать свою комплементарную пару, будучи помещённой в раствор активированных мононуклеотидов. При этом выход желаемого продукта оказывался невысоким, и образовывалось большое количество изомерных продуктов.
В то время рибозимы ещё не были известны, но Орджел считал, что если в ходе таких процессов произойдёт образование РНК, способной катализировать собственную репликацию, то её количество может стать доминирующим. Этот принцип (по сути, абиогенный аналог дарвиновского естественного отбора) является основополагающим в гипотезе РНК-мира.
В дальнейшей научной деятельности Орджела можно выделить два основных направления.
Первое было связано с поиском подтверждений универсальности естественного отбора и применимости этого принципа к химическим процессам. В этом направлении научная группа Орджела достигла определённых успехов. Группа проводила репликацию бактериофага Qβ в пробирке при помощи фермента Qβ-репликазы в присутствии бромистого этидия — соединения, подавляющего репликацию вируса за счёт нарушения структуры его РНК. В итоге через некоторое время «пробирочной эволюции» был получен штамм вируса, более устойчивый к бромистому этидию, чем исходный.
Второе направление состояло в решении задач, поставленных предыдущими открытиями Орджела. Основными из них стали объяснение энантиоселективности при абиогенезе и причин, по которым в ходе молекулярной эволюции были отброшены аналоги нуклеотидов, которые также могли образовываться на протопланете. Исследования в данном направлении продолжаются в различных лабораториях по сей день.
Во время исследования возможных альтернатив классическим нуклеотидам (в эволюционном смысле) Орджел разработал и запатентовал методику синтеза арабинозилцитозина — соедниения, широко применяющегося для лечения лейкемии и лимфом. Доходы от патента Орджел тратил на организацию ежедневных чаепитий в своей лаборатории и на проведение праздничных мероприятий.

## Основные труды
Лесли Орджел славился высокой научной продуктивностью. Уже к 35 годам на его счету было почти сто опубликованных работ различного рода, написанных им самим или в соавторстве. Наибольшую популярность ему принесли следующие монографии:
- Leslie E. Orgel. An Introduction to Transition-Metal Chemistry. The Ligand Field Theory. — 1961.
- Leslie E. Orgel. The Origins of Life: Molecules and Natural Selection. — 1973.
- Leslie E. Orgel and Stanley L. Miller. The Origins of Life on the Earth. — 1974.

## Почести и награды
Заслуги Орджела были высоко оценены научными сообществами по обе стороны Атлантического океана. В 1957 году он получил премию Гариссона за работы в области неорганической химии. В 1962 году он был избран членом Лондонского королевского общества по развитию знаний о природе.
В США Орджел был награждён стипендией Гуггенхайма в 1971 году, премией Эванса в 1975 году и медалью Гарольда Юри от Международного общества изучения происхождения жизни на Земле в 1993 году. В 1990 году Орджел был избран членом Национальной академии наук США.

## Правила Орджела
По результатам своих исследований в области молекулярной эволюции Орджел сформулировал эволюционные правила. Первое гласит: «Если самопроизвольный процесс проходит слишком медленно или неэффективно, найдётся фермент, который эволюционирует так, чтобы ускорить этот процесс». Второе правило звучит как «Эволюция умнее, чем ты».